# خوش‌آباد (نمین)
خوش‌آباد یک روستا در ایران است که در دهستان گرده واقع شده‌است. خوش‌آباد ۵۸ نفر جمعیت دارد.